# نویلی-لس-بویس
نویلی-لس-بویس (به فرانسوی: Neuillay-les-Bois) یک کمون در فرانسه است که در اندر واقع شده‌است. نویلی-لس-بویس ۴۷٫۶۳ کیلومتر مربع مساحت و ۶۶۹ نفر جمعیت دارد و ۱۶۵ متر بالاتر از سطح دریا واقع شده‌است.